# سینمای میانمار
سینمای میانمار (انگلیسی: Cinema of Myanmar) دارای قدمتی طولانی است. از دهه اول قرن بیستم سینما در برمه پیشین و میانمار فعلی سر و شکل گرفت. اوون مونگ اولین تهیه‌کننده و کارگردان برمه‌ای تاریخ این کشور است و امروز به عنوان پدر سینمای میانمار شناخته می‌شود. اولین فیلم ساخته شده توسط او مربوط به فیلمبرداری مراسم تشییع جنازه تون شین - سیاستمدار برجسته دهه ۱۹۱۰ بود که برای استقلال برمه ستایش شده و مورد احترام مردم بود. فیلم در رویال سینما (در حال حاضر بازار بوگیوک) برای مردم اکران شد. مخاطبین نسبت به این فیلم ادای احترام کردند طرفه اینکه اوون مونگ در ابتدای فیلم قبل از تیتراژ این جمله را نوشته بود: لطفاً عذرخواهی‌های ما را برای کیفیت پایین فیلم بپذیرید.

## پیشینه
در دهه ۲۰ اوون مونگ کمپانی فیلم برمه را برای تولید و کارگردانی فیلم‌های بیشتر تأسیس کرد. عشق و مشروب اولین فیلم داستانی برمه‌ای است که علی‌رغم کیفیت پایین آن به دلیل موقعیت دوربین ثابت و لوازم جانبی نامناسب فیلم، اکران بزرگ و موفقی را رقم زد. داستان فیلم دربارهٔ رابطه الکلیسم و قمار در نابودی زندگی انسان بود. روز نمایش این فیلم در ۱۳ اکتبر ۱۹۲۰، هر سال به عنوان روز ملی فیلم میانمار گرامی داشته می‌شود.

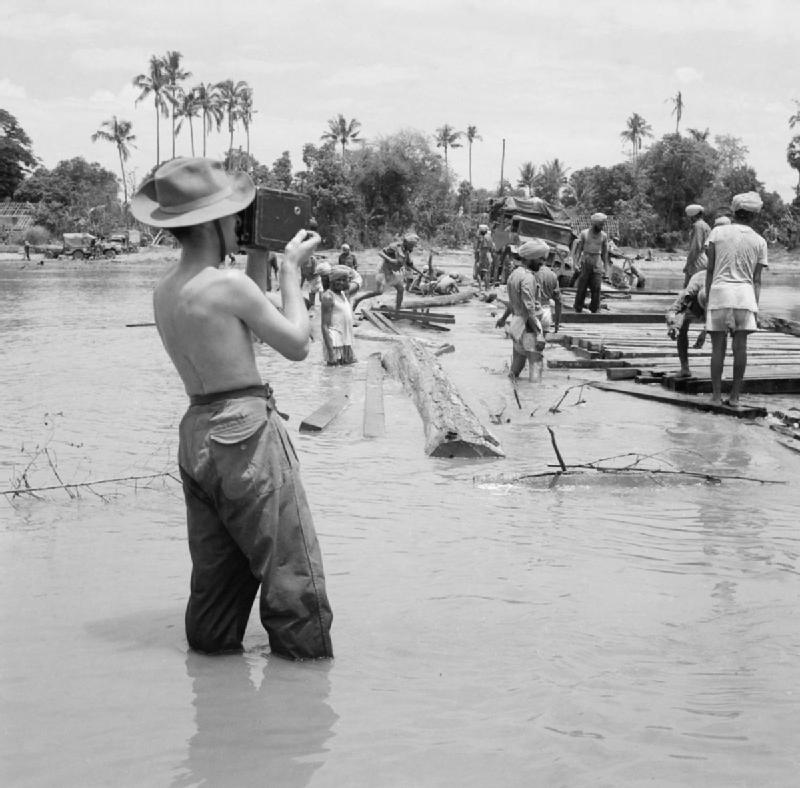
یک گروهبان ارتش انگلیس در حال ضبط یک فیلم مستند در رودخانه برمه ۱۹۴۴

یک دهه بعد اولین فیلم ناطق برمه‌ای در سال ۱۹۳۲ در بمبئی هند با عنوان با پول نمی‌توانید آن را بخرید و به کارگردانی توت کی تولید شد. پس از آن فیلم‌هایی که با موضوعات اجتماعی و مضامین سیاسی سر و کار داشتند در دهه ۱۹۳۰ رواج پیدا کردند. در تمام این سال‌ها بساط سانسور در سینمای برمه بسیار گسترده بود. فیلم‌هایی که به مضامین فساد دولتی یا فساد پلیس می‌پرداختند توسط انگلیسی‌ها توقیف می‌شدند و در حال حاضر تعداد کمی از آن‌ها باقی مانده‌است. با این همه در دوران استعمار فیلم‌هایی با مضامین سیاسی اجتماعی فراوان ساخته شده بودند.

## دوران جنگ سرد
پس از جنگ جهانی دوم، سینمای برمه همچنان به مضامین سیاسی پرداخت. بسیاری از فیلم‌های تولید شده در اوایل جنگ سرد، با عنصر تبلیغاتی ضد کمونیستی همراه بودند. نویسنده و کارگردان مشهور این دوره سینمای برمه توکا بود که در ۱۹۵۲ با فیلم Bawa Thanthaya چرخه زندگی مطرح شد و ۶ بار جایزه فرهنگستان فیلم میانمار را از آن خود کرد. توکا به عنوان یک فیلمساز و فعال سیاسی تا سال ۱۹۶۲ عمده آثارش تحت کنترل شدید و سانسور قرار داشت.

## سال‌های اخیر
میانمار با نام پیشین برمه، از مستعمره‌های بریتانیا بود که در سال ۱۹۴۸ به استقلال رسید. از زمان استقلال، این کشور شاهد درگیری‌های درازمدت میان اقوام پرشمار خود بوده و یکی از طولانی‌ترین جنگ‌های داخلی را به خود دیده‌است. برمه از ۱۹۶۲ تا ۲۰۱۱ تحت یک رژیم نظامی اداره می‌شد اما از پس از برگزاری انتخابات در سال ۲۰۱۲، این رژیم نظامی در سال ۲۰۱۱ رسماً پایان یافت و حکومتی نیمه‌نظامی جایگزین آن شد که این حکومت دست به یک رشته اصلاحات دموکراتیک زده‌است. در تمام این سال‌ها فرهنگ و هنر و به تبع آن سینمای این کشور نیز دست‌خوش فراز و فرودهای فراوان شده‌است.
تا سال ۱۹۸۸ سینما شدیداً توسط دولت نظامی کنترل می‌شد. پس از اتفاقات و تظاهرات سیاسی در ۱۹۸۹ صنعت فیلم‌سازی اگرچه به بخش خصوصی واگذار شد، اما بسیاری از بازیگران و کارگردانان طراز اول این کشور مانند آونگ لووین، تن وای و وین پی از حضور در فیلم‌ها ممنوع شدند. درحال حاضر نیز دولت در مورد سانسور در سینما قوانین سختگیرانه‌ای صادر می‌کند. بیشتر فیلم‌هایی که امروزه در میانمار تولید می‌شوند کمدی‌های سطح پائین ارزان‌قیمت هستند.

## فیلم‌هایی که تمام یا بخشی از آن‌ها در میانمار فیلمبرداری شده‌اند

بانو محصول ۲۰۱۱ ساخته لوک بسون

- قلب عجول (۱۹۴۹)
- چنگ برمه‌ای (۱۹۵۶)
- چالش (۱۹۷۲)
- اسم رمز: غازهای وحشی (۱۹۸۴)
- نهان (۲۰۰۵)
- جان رمبو (۲۰۰۸)
- بانو (۲۰۱۱)
- نینجا: سایه یک قطره اشک (۲۰۱۳)
- هدف سخت ۲(۲۰۱۶)
- رنگون (۲۰۱۷)

## جشنواره‌های سینمایی
جایزه فرهنگستان فیلم میانمار (انگلیسی: Myanmar Motion Picture Academy Awards) یک جایزهٔ سینمایی است که هر سال در کشور برمه به برترین‌های صنعت سینمای این کشور اعطا می‌شود. این جایزه، نخستین بار از سال ۱۹۵۲ میلادی بنیان نهاده شد و به برندگان آن علاوه بر تندیسی زرین، یک جایزهٔ نقدی هم تعلق می‌گیرد.
جشنواره بین‌المللی فیلم مموری یانگون MEMORY! international film festival نیز از ژوئن سال ۲۰۱۲ آغاز به کار کرده‌است.

## موزه سینما
موزه سینمای میانمار (انگلیسی: Myanmar Motion Picture Museum) یک موزه فیلم و تصاویر متحرک است که به تاریخ سینمای برمه مرتبط و در یانگون پایتخت پیشین این کشور مستقر می‌باشد. بخشی از این ساختمان همان سازه قدیمی دفتر ملی تولید فیلم برمه (Myanmar Motion Picture Organisation (MMPO است. موزه سینمای میانمار در ۷ بخش در نوامبر ۱۹۹۸ برای نمایش تلاش‌های کارگردانان، بازیگران و تهیه‌کنندگان تاریخ سینمای این کشور تأسیس شد. ۴ بخش اصلی این موزه به تاریخ ۱۰۰ ساله سینمای برمه قدیم و میانمار جدید اختصاص دارد: دوران ۲۵ ساله نقره‌ای: ۱۹۲۰–۱۹۴۵، دوران ۲۵ ساله طلایی: ۱۹۴۶–۱۹۷۰، دوران ۲۵ ساله الماس: ۱۹۷۱–۱۹۹۵، دوران ۲۵ ساله یاقوتی: ۱۹۹۶–۲۰۲۰. بخش‌های دیگر موزه بخش لوازم فنی تاریخی و دوربین‌ها، بخش تجهیزات گریم و بخش دست‌آوردها و موفقیت‌ها است.

## آمار و ارقام
سینمای برمه در طی آشوب و ناملایمات سیاسی آن‌چنان آسیب دید که از ۳۰۰ سالن سینمای موجود در سال ۱۹۸۵ در این کشور، اکنون تنها ۱۲۵ سالن باقی مانده که اکثر آن‌ها دارای سازه‌ای فرسوده هستند. آمار سالیانه تولید فیلم در میانمار نیز حدود ۲۷ فیلم بلند برآورد شده‌است.